# Kalocsay Kálmán
Kalocsay Kálmán (Abaújszántó, 1891. október 6. – Budapest, 1976. február 23.) eszperantista, magyar infektológus orvos, eszperantó költő, műfordító, szerkesztő.

## Életpályája
Abaújszántón született dr. Kalocsay Kálmán járásbíró és Panda Jolán gyermekeként. Még nem volt kétéves, amikor édesanyja fiatalon, 26 éves korában meghalt. Az édesapa 1895-ben ismét megnősült, de az új feleség az anyai szeretetet nem tudta pótolni.
Gimnáziumi tanulmányait Miskolcon végezte. Nem volt eminens tanuló, de intelligenciája, már ekkor megmutatkozó költői hajlama, szuggesztív egyénisége révén kiemelkedett társai közül. A budapesti Pázmány Péter Orvostudományi Egyetemen folytatta tanulmányait, melyet az 1914-ben kitört első világháború szakított félbe. Rövid kiképzés után a frontra vezényelték, de az ágyúdörgés közepette is folytatta orvosi és nyelvi tanulmányait, sikeresen tette le szigorlatait és 1916 májusában megkapta orvosi diplomáját.
1920-tól 1966-ig, nyugdíjba vonulásáig infektológusként egyazon munkahelyen, a Szent László Kórházban dolgozott. 1926-ban adjunktusi kinevezést kapott. 1929-ben a Budapesti Tudományegyetem Orvosi Karán egyetemi magántanári képesítést szerzett a Járványos betegségek klinikája tárgykörben. 1952-ben elnyerte az Orvostudományok kandidátusa, majd 1958-ban az Orvostudományok doktora tudományos fokozatot, 1963-ban címzetes egyetemi tanári címet kapott. Mint tudományos kutató és szakíró szerzett nagy elismerést és kapott számos kitüntetést. A humanista érzelmű Kalocsay orvosi működése során soha nem fogadott el hálapénzt, nem akart az emberi szenvedésekből meggazdagodni.
Kalocsay 1929-ben megnősült. Felesége Vangel Margit elvált asszony volt egy kilencéves kislánnyal, akiről példásan gondoskodott, de nem fogadta örökbe. Saját gyermeke nem volt, féltestvéreivel sem tartott szoros kapcsolatot.
Kalocsay Kálmán 1976-ban, 84 éves korában halt meg Budapesten.

## Munkássága az eszperantó nyelv és irodalom területén
1911-ben egy miskolci könyvüzlet kirakatában meglátott eszperantó könyvet megvásárolva barátjával tanulni kezdte a nyelvet, 1913-ban már ők tanították a nyelvet.
Költői tevékenységét még gimnazista korában magyar versekkel kezdte. Három verse meg is jelent az akkori rangos irodalmi folyóiratban a Nyugatban. Első eszperantó nyelvű verskötete 1921-ben jelent meg Mondo kaj Koro (Világ és szív) címmel. Az 1931-ben megjelent Streĉita Kordo (Feszített húr) c. verskötetét a klasszikus eszperantó költészet kezdeteként értékelik. Ő dolgozta ki az addig hiányzó eszperantó verstant, melynek segítségével a nemzetközi nyelv költészete technikailag egyenrangú lett a nemzeti nyelvek költészetével. Néhány verséhez maga komponált zenét. Versei közül többet nemzeti nyelvekre (angol, cseh, finn, francia, gall, holland, katalán, kínai, lengyel, magyar, román, orosz, svéd, vietnami) is lefordítottak. Kalocsay verseiben megszólaltat minden emberi érzést: az örömet, a fájdalmat, a bizakodást, a reménytelenséget, a szerelmet vagy egy filozófiai gondolatot a legfinomabb árnyalattal elevenítette meg, kihasználva az eszperantó nyelv hajlékonyságát, gazdag kifejező képességét.
Irodalmi munkásságban fő feladatának a műfordítást, főként a költészet tolmácsolását tekintette. Első nagyobb fordítói vállalkozása Petőfi Sándor János vitéze volt. Ennek nyomán készült a kínai nyelvű átültetés 1931-ben és újra fordítva 1997-ben. Legnagyobb fordítói sikerét Madách Imre Az ember tragédiája átültetésével érte el (1924, 1965). Az 1933-ban megjelent Hungara antologio-ban mutatja be líránk legjavát. Az 1970-ben megjelent Libero kaj Amo (Szabadság és szerelem) c. kötetben Petőfi válogatott költeményeit ismerheti meg a világ közös nyelvet beszélő közönsége.
Fordításainak jelentékeny része a világirodalomból válogatott átültetés. Goethe a Római elégiák, Baudelaire A romlás virágai. Heine Románcok, Dante Pokol fordítása, Shakespeare három műve: Lear király, Szentivánéji álom, A vihar felkeltik a nem eszperantista irodalmárok figyelmét is. Az 1981-ben megjelent posztumusz kötete, a 30 nyelvből fordított Tutmonda Sonoro (Zengő nagyvilág) c. világirodalmi antológia meggyőző bizonyítéka a nemzetközi nyelv gazdag kifejező erejének, tolmácsolójuk tehetségének.
Alkotói munkásságában nyelvészeti tanulmányai és könyvei igen jelentősek. A Lingvo, stilo, formo (Nyelv, stílus, forma), a Parnasa gvidlibro (Parnasszusi kalauz) és a francia Waringhiennel közösen szerkesztett Plena Gramatiko de Esperanto (Az eszperantó teljes nyelvtana), nélkülözhetetlen tankönyvek. Az 1975-ben megjelent, Csiszár Ada szerzőtárssal közösen összeállított Domfabriko (Házgyár) c. 6000 magyar-eszperantó kifejezést tartalmazó frazeologiai gyűjtemény a nyelv művelőinek értékes, egyedülálló kézikönyve.
Több könyv lektora, szerkesztője, és az 1922-ben alapított eszperantó nyelvű irodalmi és művészeti folyóirat a Literatura Mondo (Irodalmi Világ) főszerkesztője, szellemi irányítója Baghy Gyula társszerkesztővel. A folyóirat az eszperantó irodalomban hasonló szerepet töltött be, mint a magyar irodalomban a Nyugat c. folyóirat.

## Értékelése és emlékezete

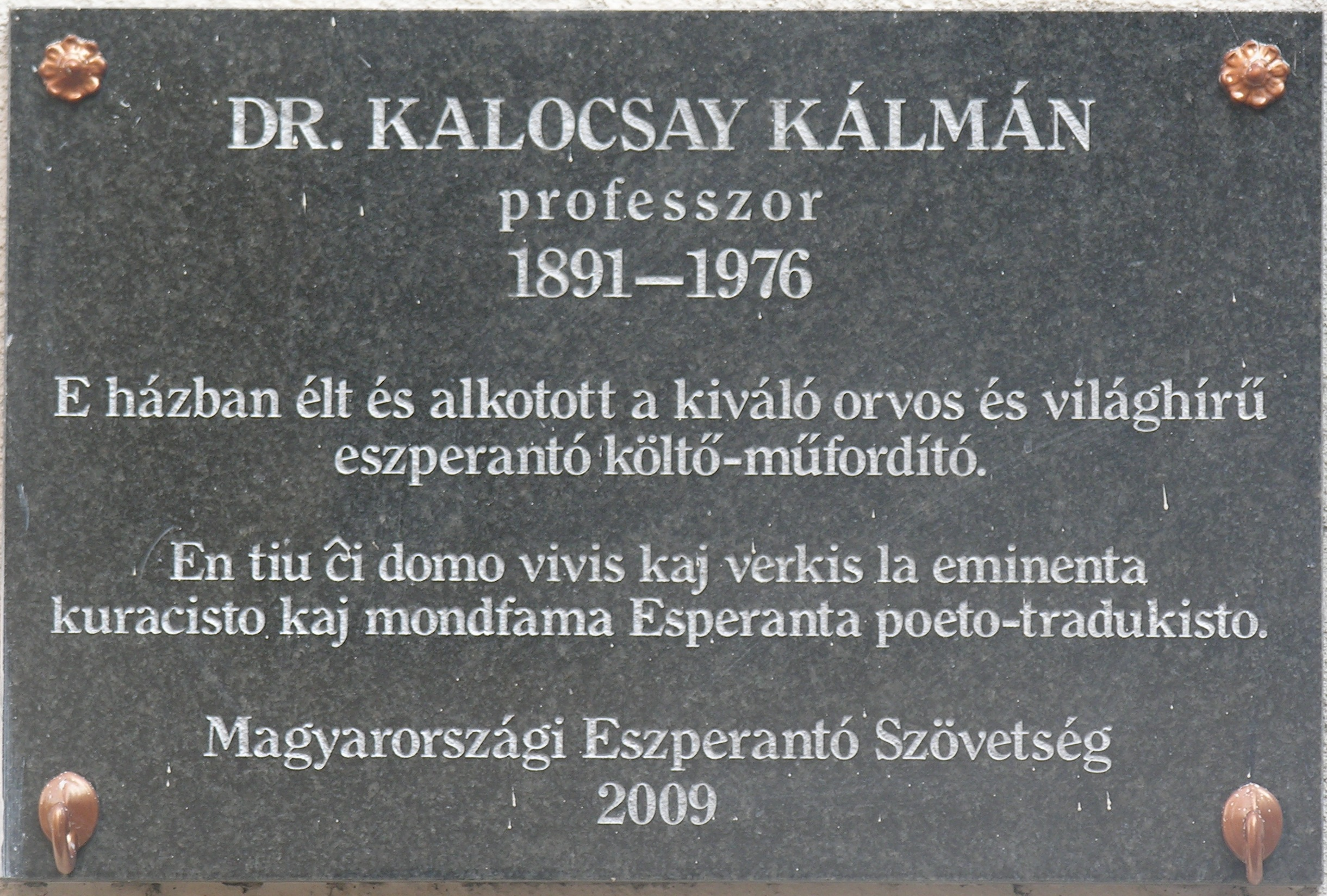
Emléktáblája budapesti lakóházán (2009; II. kerület, Nyúl utca 4.)

Már életében az eszperantó kultúra élő klasszikusának tartották, halála után halhatatlan klasszikusként tartják számon az eszperantó irodalom történetében. Műveinek gondozását dokumentátori szakértelemmel és gondossággal Csiszár Ada végezte 1966-tól 2007-ben bekövetkezett haláláig.
Abaújszántón egy köztéri mellszobor, egy emléktábla és egy emlékszoba és egy újabb mellszobor bent a helytörténeti múzeumban állít méltó emléket a város nagy szülöttének.
2009. december 13-án budapesti lakóházán (II. kerület, Nyúl utca 4. sz.) a Magyarországi Eszperantó Szövetség helyezett el kétnyelvű (magyar–eszperantó) emléktáblát.

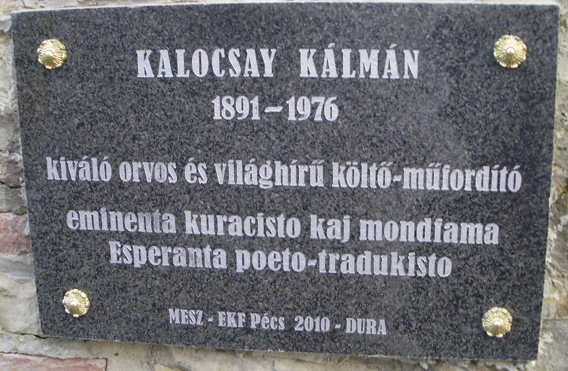
Emléktáblája a pécsi Eszperantó Parkban (2010)

Az Eszperantó Parkban Pécsett szintén kétnyelvű (magyar-eszperantó) emléktáblát avattak tiszteletére 2010. május 24-én.
Nevét viseli a Kalocsay Kálmán Baráti Társaság.

## Művei

### Eredeti verseskötetei
- Dek elektitaj poemoj (Tíz válogatott vers a Strecita Kordo-ból), 1976
- Dissemitaj floroj (Szétszórt virágmagok) Budapest, 2005
- Izolo (Elszigetelés) 1977
- La dekdu noktoj de satano (A sátán tizenkét éjszakája) 1990
- Mondo kaj Koro (Világ és szív) 1921
- Rimportretoj (Rímportrék) 1934
- Streĉita Kordo (Felhangolt húr) 1931, 1978
- Sekretaj Sonetoj (Titkos szonettek) 1932, 1989
- Versojn oni ne aĉetas (A verseknek nincs keletje) 1992

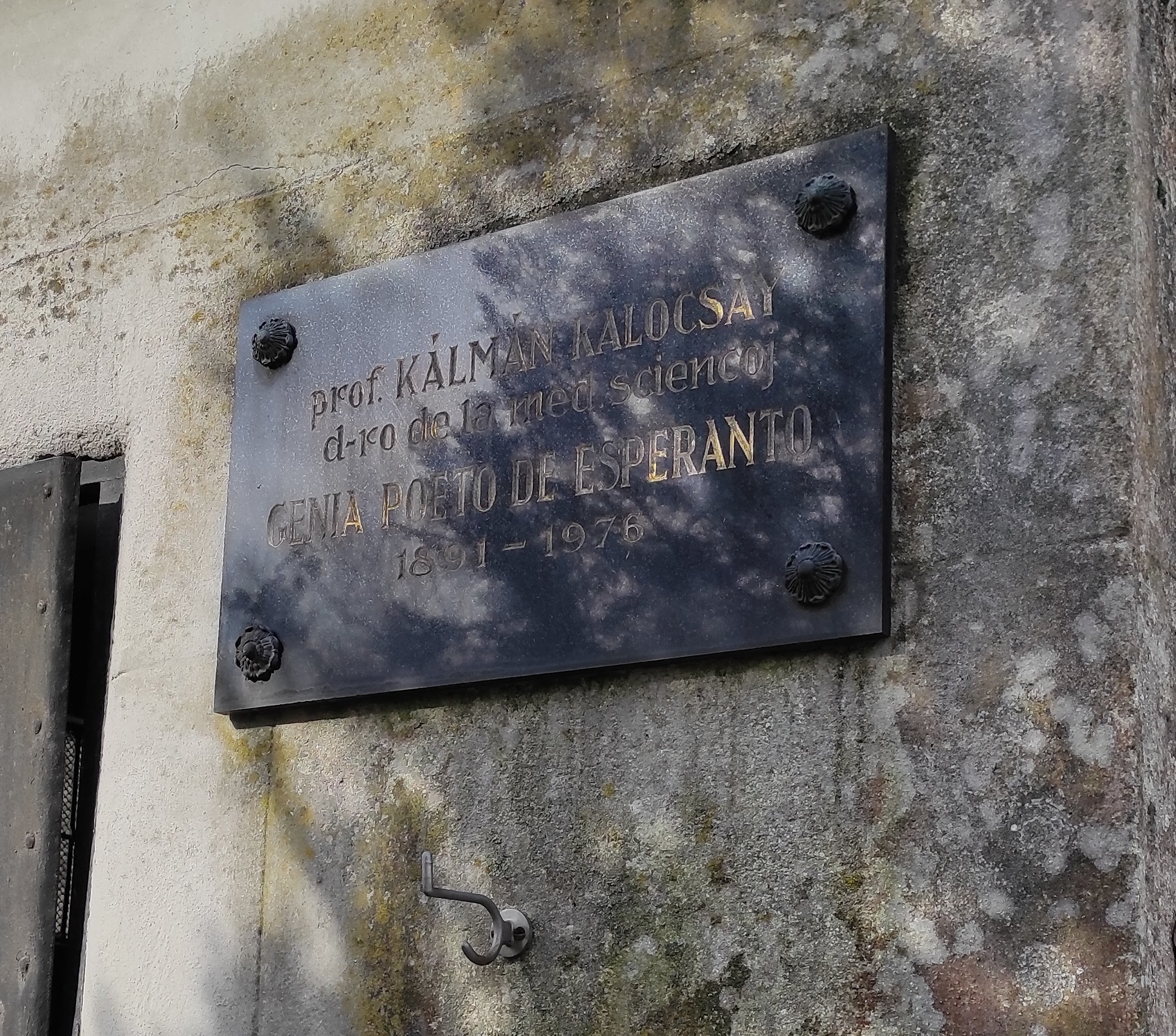
Síremléke a máriabesnyői temetőben

### Műfordításai eszperantó nyelvre
- Arthistorio (Hekler: Műtörténet), próza 1934
- Du kokcineloj (Gárdonyi Géza: Két Katica), próza, 1923
- Eterna Bukedo (Örök csokor) - költészeti antologia 1931
- Ezopa saĝo (Ezópuszi bölcsesség) 1956, 1978
- Hungara Antologio (Magyar antológia) 1933, 1983;
- Infero (Dante: Pokol), 1933, 1979
- Johano la Brava (Petőfi Sándor: János vitéz), 1923, 1948, 1984, képregény 2001
- Kantanta kamparo (Éneklő mező - népdalok), 1922
- Kantoj kaj Romancoj (Heine: Dalok és románcok) Waringhien-nel közösen, 1969
- La Floroj de l'Malbono (Baudelaire: A rossz virágai) (közös fordítás), 1957
- La Tempesto (Shakespeare: A vihar), 1970.
- La Taglibro (Goethe: A napló), 1984
- La Tragedio de l'Homo (Madách: Az ember tragédiája), 1924 (átdolgozva: 1965), CD-n: 1999
- Libero kaj Amo (Petőfi Sándor: Szabadság, szerelem), 1970
- Morgaŭ matene (Karinthy Frigyes: Holnap reggel), próza, 1923
- Ni kantu! (Énekeljünk) 1928, 2000
- Reĝo Lear (Shakespeare: Lear király), 1966
- Romaj Elegioj, La Taglibro (Goethe: Római elégiák, A napló), 1932;
- Rozinjo (Török Gyula: Rozika) - színdarab 1938, 1977
- Somermeznokta Sonĝo (Shakespeare: Szentivánéji álom), 1967
- Tutmonda Sonoro (Zengő nagyvilág, 30 nyelvről fordított antológia két kötetben) 1981
- Vivo de Arnaldo (Mussolini: Arold élete) - próza 1934

### Szerkesztés
- Dekdu Poetoj (Tizenkét költő) 1934
- Naŭ poetoj (Kilenc költő) 1938, 1989
- Enciklopedio de Esperanto[4] / red. L. Kökény, V. Bleier ; la lingvo-fakon K. Kalocsay ; iniciatinto-cefredaktoro I. Sirjaev. Budapest : Literatura Mondo, 1933.

### Nyelvészeti és prózai művek
- 8000 frazeologiaj esprimoj (8000 frazeológiai kifejezés, Csiszár Adával közösen) 2003
- Dek prelegoj (Tíz előadás) 1985
- Diino Hertha (Hertha istennő)1992
- Domfabriko (Házgyár, 6000 kifejezés magyar-eszperantó, Csiszár Adával közösen) 1975
- Eszperantó nyelvtan - 1948
- Kiel verki kaj traduki (Hogyan kell írni és fordítani) - 1979
- La gramatika karaktero de esperantaj radikoj (Az eszperantó szógyökök nyelvtani jellemzője) - 1938, 1980
- Lingvo Stilo Formo, (Nyelv stílus forma) tanulmány 1931, 1963, 1970
- Parnasa Gvidlibro, (Parnasszusi útmutató, Waringhien-nel közösen) 1932, 1968, 1984
- Plena gramatiko, (Teljes nyelvtan, mondattan és szóképzés rész) 1935, 1938, 1958-1964
- Rendszeres eszperantó nyelvtan 1966, 1968, 2004
- Selektitaj leteroj (Válogatott levelek) Budapest, 2006
- Sendemandaj respondoj (Kérdezetlen válaszok) Sezonoj 1992
- Vojaĝo inter la tempoj, (Utazás az idők között) nyelvészet, Stafeto 1966;

### Más nyelvre fordított művek
- Ezopa saĝo (Ezópuszi bölcsesség) kínaiul 1980
- En nacia vesto (Nemzeti köntösben) 19 nyelven, Budapest 2004
- Johano la Brava (János vitéz) kínai-eszperantó párhuzamos 1997

## Díjak, elismerések
- A magyar irodalom külföldi népszerűsítéséért a Magyar PEN Club 1970-ben emlékéremmel tüntette ki.